# Михаил (Чуб)
Архиепи́скоп Михаи́л (в миру Михаи́л Андре́евич Чуб; 18 февраля (2 марта) 1912, Царское Село — 25 апреля 1985, Тамбов) — епископ Русской православной церкви; с сентября 1974 года архиепископ Тамбовский и Мичуринский.

## Биография
Родился в семье диакона Андрея Трофимовича Чуба, служившего в храме в честь Божией Матери «Всех скорбящих Радость», в Царском Селе (впоследствии был рукоположён в иерея к выделенному в отдельный приход нижнему Константино-Еленинскому храму, в котором прослужил около 20 лет).
С детства посещал храм, в котором служил его отец. У него рано появилась любовь к молитве (с детства он наизусть знал акафист Божией Матери), к уединению, к чтению святоотеческих творений, которые стали постоянными спутниками его жизни.
Окончил первую трудовую школу Детского (бывшего Царского) Села. С 1930 учился в заочном гидрометеорологическом институте, а затем в заочном институте иностранных языков, который окончил в 1940 году. В совершенстве владел французским, немецким и английским, знал другие европейские языки, а также древнееврейский.
Преподавал иностранные язык в различных учебных заведениях. В том числе во время Великой Отечественной войны — в танковом училище в городе Рыбинске.
В 1947 году поступил в открытую годом ранее Ленинградскую духовную академию; окончил курс в 1950 году со степенью кандидата богословия (тема работы: «Св. Мефодий Олимпский. Его жизнь, творения и богословие»). Большое влияние во время учёбы на него оказал профессор А. И. Сагарда.
С 1950 года преподаватель общей церковной истории в Ленинградской духовной академии. Впоследствии он преподавал различные предметы, в том числе читал лекции по истории древней церкви и патрологии.
11 июня 1950 года епископом Лужским Симеоном (Бычковым) рукоположён в сан диакона целибатом. 12 июня того же года рукоположён тем же епископом во пресвитера к академическому храму во имя апостола и евангелиста Иоанна Богослова.
4 декабря 1953 года пострижен в монашество с тем же именем, только теперь в честь Архистратига Михаила и возведён в сан архимандрита.

## Архиерейское служение
13 декабря 1953 года хиротонисан во епископа Лужского, викария Ленинградской епархии. Ему было поручено управление Патриаршими приходами в Финляндии.
Будучи епископом Лужским, много сделал для престарелых старцев Валаамского монастыря. За проявленную заботу старцы в знак благодарности преподнесли ему образ преподобного Серафима Саровского, написанный на части камня, освященного тысячедневной молитвой Преподобного.
11 ноября 1954 года освобождён от управления приходами в Финляндии и назначен епископом Старорусским, викарием Ленинградской епархии, «в помощь митрополиту Ленинградскому Григорию по управлению Новгородской епархией».
1 февраля 1955 года освобождён от преподавания в академии и назначен епископом Вяземским с временным управлением Смоленской епархией.
С 5 апреля 1955 года — епископ Смоленский и Дорогобужский. 1 декабря 1956 года освятил главный алтарь вяземского Троицкого собора, богослужения в котором в предшествующие 15 лет совершались только в приделе позднейшей постройки.
С 15 августа 1957 года — епископ Берлинский и Германский и управляющий Смоленской епархией.
Во время празднования 40-летия восстановления Патриаршества в РПЦ, 13 мая 1958 года, выступил с докладом на торжественном акте а Московской духовной академии, в котором свидетельствовал, что «устроение церковных дел» в СССР происходит «в обстановке ничем не ограничиваемой свободы совести».
С 5 марта 1959 года — епископ Ижевский и Удмуртский. В марте 1961 года патриарх Алексий I поставил ему ультиматум: «назначение его на другую епархию может быть лишь в том случае, если он решительно удалит следующую за ним по пятам особу, присутствие которой его компрометирует».
С 29 марта 1961 года временно управлял Тамбовской епархией, с 8 августа 1961 — епископ Тамбовский и Мичуринский.
В июне 1961 был командирован в Симферополь совершить погребение архиепископа Луки (Войно-Ясенецкого).
С 16 ноября 1962 года — епископ Ставропольский и Бакинский.
25 февраля 1965 года возведён в сан архиепископа.
20 августа 1966 года ему было поручено временное управление Краснодарской епархией, а 8 октября того же года освобожден от временного управления данной епархией.
С 27 февраля 1968 года — архиепископ Воронежский и Липецкий.
В августе 1957 был назначен заместителем председателя Отдела внешних церковных сношений Московской Патриархии и оставался до 5 марта 1959 года. Был участником многих собеседований с представителями различных христианских конфессий.
С 11 октября 1972 года — архиепископ Вологодский и Великоустюжский.
По воспоминаниям протоиерея Георгия Иванова: «Этот владыка был добрый человек, молитвенник. Богослов — да. А руководитель он был совершенно беспомощный. Он был запуган этой советской системой. Папа — священник у него был умучен в лагерях. Владыка Михаил в 1953 году рукоположён в епископы, и всё жил под прицелом КГБ. Всякие статьи клеветнические тогда печатали. В Вологодской епархии числилось 17 церквей. Из 17-ти служили только в 12. Пять церквей на замках было! Нет священников. А он здесь за все время рукоположил только одного диакона Василия Глазова. И Вологодскую епархию после всех смятений, после всех запустений поговаривали сделать приписной к Ярославской или Архангельской. Так вот, ленинградский владыка Никодим (Ротов) сказал тогда: нельзя допустить, чтобы такая древняя кафедра утратила самостоятельность!»
В 1974 году удостоен степени магистра богословия диссертацию «Св. священномученик Мефодий и его богословие».
С 3 сентября 1974 года — архиепископ Тамбовский и Мичуринский.
Со времени основания сборника «Богословские труды» (1959) был бессменным членом его редакционной коллегии. Делом его жизни было исследование и богословское осмысление творений священномученика Мефодия Олимпского (Патарского). Его работы публиковались как в России, так и за границей в «Журнале Московской Патриархии» (ЖМП), в «Богословских трудах», «Голосе Православия», «Вестнике Русского Западно-Европейского Экзархата». Писал историко-агиографические работы, посвященные отечественным святым и подвижникам благочестия (свят. Тихону Задонскому, преп. Герману Аляскинскому, свят. Игнатию (Брянчанинову), афонскому старцу Силуану. Талантливый проповедник.
Член Комиссии при Священном Синоде по разработке каталога тем Всеправославного Предсобора (1963—1968). Руководил работами по I разделу «Вера и догмат».
В последний год жизни часто болел, но в летние месяцы в каждый воскресный день посещал городские и сельские приходы своей епархии. Несмотря на болезнь, служил в пасхальные дни 1985 года, доставив большую радость своим прихожанам. До последних дней жизни не оставлял своих научных занятий. После его кончины на письменном столе, рядом с одром почившего, были найдены выписки из Добротолюбия, сделанные, очевидно, незадолго до кончины.
Погребён на Петропавловском кладбище Тамбова.
Книжное собрание архиепископа Михаила, насчитывавшее свыше двух тысяч книг, после его кончины было перевезено из Тамбова в Данилов монастырь в Москве и легло в основу фонда Синодальной библиотеки Московского Патриархата.

## Награды
- Медаль «За победу над Германией в Великой Отечественной войне 1941—1945 гг.»
- Медаль «За доблестный труд в Великой Отечественной войне 1941—1945 гг.»
- Орден святого равноапостольного великого князя Владимира I степени (15 декабря 1978, «в связи с 25-летием епископского служения»)[6]

## Галерея

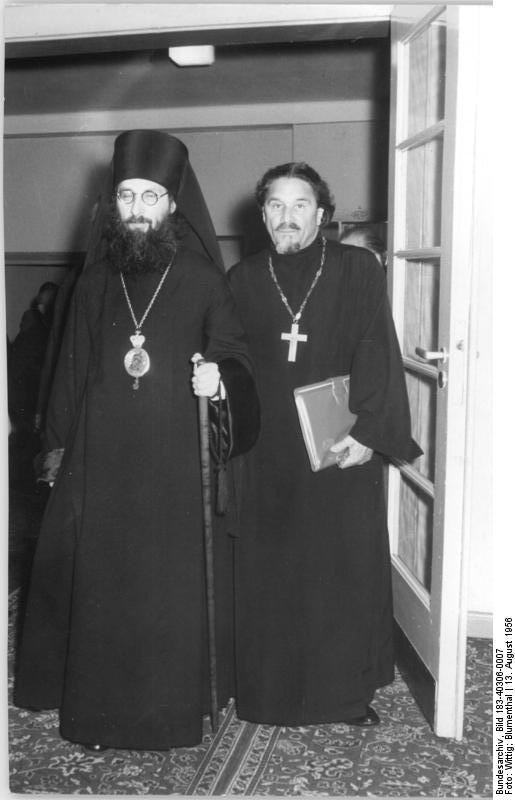
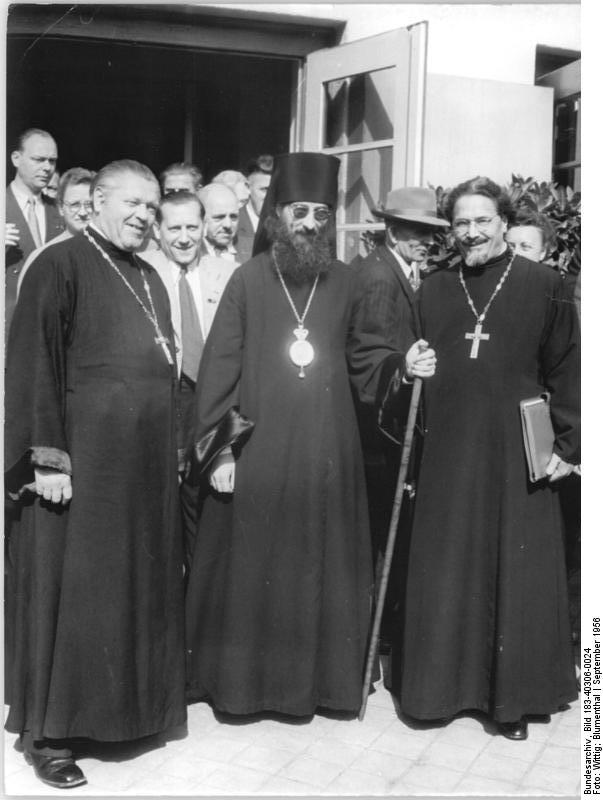